# Bayerischer Toto-Pokal 2025/26
Der Bayerische Toto-Pokal 2025/26 des Bayerischen Fußball-Verbandes ist die 17. Saison seit der Pokalreform 2009/10. Der Sieger des Endspiels qualifiziert sich für die 1. Hauptrunde des DFB-Pokals 2026/27. Titelverteidiger ist der FV Illertissen.

## Teilnehmende Mannschaften
Insgesamt nahmen 64 Mannschaften an der 1. Hauptrunde des Pokals teil. Die zweiten Mannschaften von höherklassigen Vereinen aus der Regional- und Bayernliga sind nicht teilnahmeberechtigt.
- 22 Kreismeister 2024/25:
  - Oberbayern: ASV Au, TSV Geiselbullach, FSV Harthof München, TV Münchsmünster
  - Niederbayern: TSV Karpfham, TSV Langquaid
  - Schwaben: SG Alerheim, TSV Bobingen, SV Egg an der Günz
  - Oberpfalz: SV Etzenricht, SV Schwarzhofen, FC Thalmassing
  - Oberfranken: SC Reichmannsdorf, FC Vorwärts Röslau, TSV 1860 Staffelstein
  - Mittelfranken: FC Ezelsdorf, SpVgg Hüttenbach-Simmelsdorf, 1. FC Kalchreuth
  - Unterfranken: 1. FC 06 Bad Kissingen, FC 1917 Gerolzhofen, TSV Großheubach, TSV 1846 Lohr

- 1 Zweitligist 2024/25: SSV Jahn Regensburg 1
- 3 Drittligisten 2024/25: FC Ingolstadt 04, TSV 1860 München, SpVgg Unterhaching

- 14 Qualifikanten aus der Verbandsebene:
  - 14 Regionalligisten 2024/25: SpVgg Ansbach 09, Viktoria Aschaffenburg, TSV Aubstadt, TSV Schwaben Augsburg, FC Eintracht Bamberg, SpVgg Bayreuth, TSV Buchbach, Wacker Burghausen, SpVgg Hankofen-Hailing, FV Illertissen, Türkgücü München, 1. FC Schweinfurt 05, DJK Vilzing, Würzburger Kickers

- 24 Sieger der Qualifikationsrunden:

- - 9 Bayernligisten 2024/25: TSV Abtswind, ATSV Erlangen, SV Erlbach, TSV Kornburg, TSV Landsberg, FC Memmingen, TSV Neudrossenfeld, FC Pipinsried, SV Fortuna Regensburg
  - 15 Landesligisten 2024/25: TSV Aindling, TuS 1893 Aschaffenburg-Leider, 1. FC Bad Kötzting (Freilos), FC Coburg (Freilos), FC Dingolfing, FSV Erlangen-Bruck (Freilos), SC Großschwarzenlohe (Freilos), DJK Hain (Freilos), TSV Jetzendorf (Freilos), Kirchheimer SC, SpVgg Landshut (Freilos), FSV Pfaffenhofen (Freilos), FC Sportfreunde Schwaig (Freilos), SV Schwandorf-Ettmannsdorf, SB Chiemgau Traunstein (Freilos)

## 1. Hauptrunde
Die Partien wurden zwischen dem 16. und dem 22. Juli 2025 ausgetragen.
| Datum                    |                                    | Ergebnis        |                                    |
| ------------------------ | ---------------------------------- | --------------- | ---------------------------------- |
| 16. Juli 2025, 18:30 Uhr | Türkgücü München (V)               | 1:2             | FC Sportfreunde Schwaig (V)        |
| 17. Juli 2025, 18:30 Uhr | TSV Abtswind (V)                   | 0:5             | TSV Kornburg (V)                   |
| 17. Juli 2025, 19:30 Uhr | Kirchheimer SC (VI)                | 0:3             | TSV Landsberg (V)                  |
| 17. Juli 2025, 19:30 Uhr | 1. FC Bad Kötzting (VI)            | 0:3             | SV Erlbach (V)                     |
| 18. Juli 2025, 18:30 Uhr | SV Schwarzhofen (VII)              | 1:8             | SpVgg Bayreuth (IV)                |
| 18. Juli 2025, 18:30 Uhr | TSV 1846 Lohr (VII)                | 0:3             | TuS 1893 Aschaffenburg-Leider (VI) |
| 18. Juli 2025, 18:30 Uhr | FC Thalmassing (VII)               | 0:2             | DJK Vilzing (IV)                   |
| 18. Juli 2025, 18:30 Uhr | TSV 1860 Staffelstein (VII)        | 0:2             | TSV Neudrossenfeld (V)             |
| 18. Juli 2025, 18:30 Uhr | SV Etzenricht (VI)                 | 2:3             | SV Schwandorf-Ettmannsdorf (VI)    |
| 18. Juli 2025, 18:30 Uhr | FC Dingolfing (VI)                 | 1:2             | SpVgg Landshut (VI)                |
| 18. Juli 2025, 19:00 Uhr | DJK Hain (VI)                      | 0:0 (5:4 i. E.) | ATSV Erlangen (V)                  |
| 19. Juli 2025, 13:00 Uhr | FC Ezelsdorf (VII)                 | 0:2             | SB Chiemgau Traunstein (VI)        |
| 19. Juli 2025, 14:00 Uhr | FC Gerolzhofen (VII)               | 0:5             | Würzburger Kickers (IV)            |
| 19. Juli 2025, 14:00 Uhr | 1. FC 06 Bad Kissingen (VI)        | 1:7             | 1. FC Schweinfurt 05 (III)         |
| 19. Juli 2025, 14:00 Uhr | SV Egg an der Günz (VII)           | 1:3             | TSV Aindling (VI)                  |
| 19. Juli 2025, 15:00 Uhr | TSV Langquaid (VII)                | 1:3             | TSV Jetzendorf (VI)                |
| 19. Juli 2025, 15:00 Uhr | TV Münchsmünster (VIII)            | 1:4             | SpVgg Ansbach 09 (IV)              |
| 19. Juli 2025, 15:00 Uhr | FSV Erlangen-Bruck (VI)            | 1:2             | FC Coburg (V)                      |
| 19. Juli 2025, 16:00 Uhr | 1. FC Kalchreuth (VII)             | 0:9             | Wacker Burghausen (IV)             |
| 19. Juli 2025, 16:00 Uhr | FSV Pfaffenhofen (VI)              | 0:3             | TSV Schwaben Augsburg (IV)         |
| 19. Juli 2025, 16:00 Uhr | SV Fortuna Regensburg (V)          | 3:4             | SpVgg Hankofen-Hailing (IV)        |
| 19. Juli 2025, 16:00 Uhr | SC Großschwarzenlohe (V)           | 0:3             | TSV Aubstadt (IV)                  |
| 19. Juli 2025, 17:00 Uhr | FC Vorwärts Röslau (VI)            | 0:3             | FC Eintracht Bamberg (IV)          |
| 19. Juli 2025, 18:30 Uhr | TSV Bobingen (VII)                 | 0:3             | FC Pipinsried (IV)                 |
| 20. Juli 2025, 13:00 Uhr | ASV Au (IX)                        | 0:6             | FC Memmingen (IV)                  |
| 20. Juli 2025, 15:00 Uhr | TSV Geiselbullach (VII)            | 1)2:0 2         | TSV Buchbach (IV)                  |
| 20. Juli 2025, 18:30 Uhr | TSV Großheubach (VIII)             | 0:4             | Viktoria Aschaffenburg (IV)        |
| 22. Juli 2025, 18:30 Uhr | SC Reichmannsdorf (VIII)           | 0:6             | TSV 1860 München (III)             |
| 22. Juli 2025, 18:30 Uhr | SG Alerheim (VIII)                 | 0:8             | SSV Jahn Regensburg (III)          |
| 22. Juli 2025, 18:30 Uhr | FSV Harthof München (VIII)         | 1:2             | FC Ingolstadt 04 (III)             |
| 22. Juli 2025, 18:30 Uhr | TSV Karpfham (VIII)                | 0:5             | SpVgg Unterhaching (IV)            |
| 22. Juli 2025, 18:30 Uhr | SpVgg Hüttenbach-Simmelsdorf (VII) | 01:11           | FV Illertissen (IV)                |

## 2. Hauptrunde
Die Partien wurden zwischen dem 5. und dem 13. August 2025 ausgetragen.
| Datum                      |                                    | Ergebnis        |                             |
| -------------------------- | ---------------------------------- | --------------- | --------------------------- |
| 5. August 2025, 18:15 Uhr  | FC Coburg (V)                      | 1:2             | Würzburger Kickers (IV)     |
| 5. August 2025, 18:15 Uhr  | SV Schwandorf-Ettmannsdorf (VI)    | 1:1 (2:4 i. E.) | SpVgg Hankofen-Hailing (IV) |
| 5. August 2025, 19:15 Uhr  | SpVgg Landshut (VI)                | 0:2             | SV Erlbach (V)              |
| 5. August 2025, 19:00 Uhr  | DJK Hain (VI)                      | 1:4             | Viktoria Aschaffenburg (IV) |
| 5. August 2025, 19:00 Uhr  | TSV Neudrossenfeld (V)             | 6:4             | DJK Vilzing (IV)            |
| 5. August 2025, 19:00 Uhr  | TSV Jetzendorf (VI)                | 0:7             | SpVgg Unterhaching (IV)     |
| 5. August 2025, 19:00 Uhr  | TSV Aindling (VI)                  | 0:5             | FV Illertissen (IV)         |
| 5. August 2025, 19:00 Uhr  | TSV Landsberg (V)                  | 2:1             | TSV Schwaben Augsburg (IV)  |
| 5. August 2025, 19:00 Uhr  | SpVgg Bayreuth (IV)                | 0:1             | SpVgg Ansbach (IV)          |
| 5. August 2025, 19:00 Uhr  | SB Chiemgau Traunstein (VI)        | 0:9             | Wacker Burghausen (IV)      |
| 5. August 2025, 19:00 Uhr  | FC Sportfreunde Schwaig (V)        | 1:2             | FC Ingolstadt 04 (III)      |
| 12. August 2025, 17:45 Uhr | FC Pipinsried (V)                  | 5:1             | FC Memmingen (IV)           |
| 12. August 2025, 18:00 Uhr | TSV Geiselbullach (VII)            | 0:8             | TSV 1860 München (III)      |
| 12. August 2025, 18:00 Uhr | FC Eintracht Bamberg (V)           | 0:1             | 1. FC Schweinfurt 05 (III)  |
| 12. August 2025, 19:00 Uhr | TuS 1893 Aschaffenburg-Leider (VI) | 0:5             | TSV Aubstadt (IV)           |
| 13. August 2025, 19:00 Uhr | TSV Kornburg (V)                   | 1:2             | SSV Jahn Regensburg (III)   |